# Jérome Lejeune (musicologo)
Jérôme Lejeune (Liegi, 2 febbraio 1952) è un musicologo belga.

## Biografia
Ha conseguito il Diploma di Musicologo all'Università di Liegi dopo aver studiato Viola da gamba al Conservatorio di Bruxelles, nella classe di Wieland Kuijken.
Dal 1976 è professore di Storia della Musica al Conservatorio Reale di Liegi.
Ha dedicato la sua carriera alla divulgazione, diffusione e promozione della musica antica, non solo barocca, ma anche medioevale, rinascimentale, classica e pre-romantica, mediante:
1. i suoi programmi radiofonici dell'antenna di musica classica dell'emittente belga RTBF Musique 3: Musica antica oggi, Il mattino dei Barocchisti, etc.
2. la creazione, nel 1980, dell'etichetta di dischi classici Ricercar, con la quale ha prodotto più di 400 dischi,
3. la direzione artistica e la produzione di numerose registrazioni dell'ensemble barocco vallone Ricercar Consort,
4. la sua attività di docente di Storia della musica al Conservatorio, dal 1976,
5. la direzione del Festival "Notti di Settembre" a Liegi, da 2003 al 2007, fondato da sua madre Suzanne Clerx-Lejeune.

## Produzione
- 1988 - Deutsche Barock Kantaten (III) - (Schein, Tunder, Buxtehude), registrato nella chiesa di S. Apollinare di Bolland, giugno 1988.
- 1989 - Deutsche Barock Kantaten (V) - (Hammerschmidt, Selle Schein, Schütz, Tunder, Weckmann, Lübeck), registrato nell'antica Abbazia di Stavelot, aprile 1989.
- 1989 - Mottetti a due voci di Henry Du Mont, registrato nella chiesa di S. Apollinare di Bolland, settembre 1989.
- 1989 - Cembalo Konzerte e-moll, Symphonia d-moll, Konzerte f-dur di Wilhelm Friedemann Bach con Guy Pensons al cembalo. Registrato nell'antica Abbazia di Stavelot, ottobre 1989.
- 1995 - Matthäus Passion di Johann Sebastiani, registrato nella chiesa di S. Apollinare di Bolland, aprile 1995.